# Code PIN
Pour les articles homonymes, voir Pin.
Un code PIN (de l'anglais Personal Identification Number), code NIP (numéro d'identification personnel) ou code confidentiel est un code comportant au moins 4 chiffres, destiné à authentifier le titulaire d'une carte bancaire, d'une carte SIM ou d'une carte à puce. Au contraire des mots de passe, le code PIN est restreint aux seuls caractères numériques, car le clavier sur lequel il est composé se limite généralement aux touches numériques (terminal de paiement électronique, clavier téléphonique…). 
Le système accédé demande le code PIN, puis le compare (plus précisément sa version chiffrée) au PIN renseigné, et autorise l'accès si cette comparaison est concluante.
Contrairement à son nom, le code PIN n’identifie donc pas personnellement le titulaire (plusieurs personnes pouvant avoir le même code PIN), mais permet le contrôle de son identité.
Les codes PIN par défaut les plus courants pour les cartes SIM sont 0000 et 1234.

## Utilisation
Il est par exemple utilisé sur un téléphone mobile équipé d'une carte SIM. Ce code protège la carte SIM et le téléphone contre une utilisation non autorisée. Après 3 mauvais codes PIN validés, la carte SIM se bloque et il faut alors saisir le code PUK ou remplacer la carte SIM. Le terme de code PIN n'est pas réservé à la téléphonie mobile, on parle également de code PIN pour le code bancaire ou tout autre code confidentiel composé de 4 chiffres ou plus.